# Masahiga Shigematsu
Masahiga Shigematsu es un deportista japonés que compitió en judo. Ganó una medalla de plata en el Campeonato Mundial de Judo de 1971, en la categoría de –80 kg.

## Palmarés internacional
| Campeonato Mundial | Campeonato Mundial | Campeonato Mundial | Campeonato Mundial |
| Año                | Lugar              | Medalla            | Categoría          |
| ------------------ | ------------------ | ------------------ | ------------------ |
| 1971               | Ludwigshafen (RFA) | Medalla de plata   | –80 kg             |